# Jüdischer Friedhof (Sendenhorst)

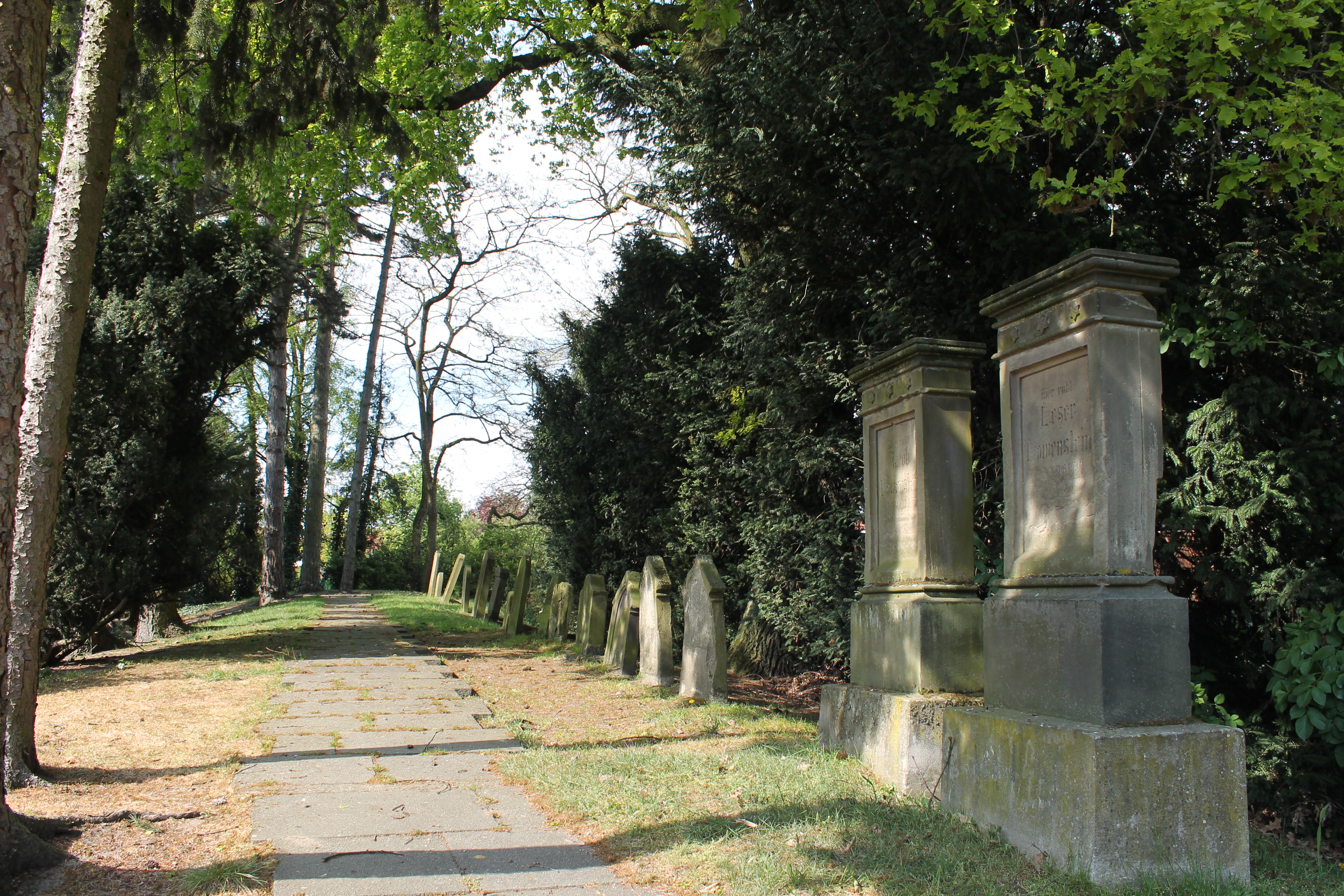
Jüdischer Friedhof in Sendenhorst

Der Jüdische Friedhof Sendenhorst befindet sich in der Stadt Sendenhorst im Kreis Warendorf in Nordrhein-Westfalen. Als jüdischer Friedhof ist er ein Baudenkmal und mit der Denkmalnummer 87 in der Denkmalliste eingetragen. Er wurde von 1780 bis 1900 belegt.
Auf dem Friedhof an der Ostenpromenade am Hang des alten Stadtwalls in der Nähe des Rathauses sind 19 Grabsteine erhalten. 